# Mu Di
Mu Di ou também Mu de Jin (343 — 10 de julho de 361) foi um Imperador da China da Dinastia Jin Ocidental, conhecida por Período de Desunião. Reinou entre 345 e 361, foi antecedido no trono pelo imperador Kangdi, e seguido pelo Imperador Aidi de Jin.